# Rock 'n' Roll 'n' You
Rock 'n' Roll 'n' You è un brano della rock band inglese Status Quo, uscito come singolo nell'aprile del 2011.

## Tracce
1. Rock 'n' Roll 'n' You - 3:27 - (Rossi/Bown)

## Formazione
- Francis Rossi (chitarra solista, voce)
- Rick Parfitt (chitarra ritmica, voce)
- Andy Bown (tastiere, chitarra, armonica a bocca, cori)
- John 'Rhino' Edwards (basso, voce)
- Matt Letley (percussioni)